# Karl von Fasbender
Karl Fasbender, seit 1908 Ritter von Fasbender, (* 3. Dezember 1852 in Michelbach bei Wiesbaden; † 13. Mai 1933 in München) war ein bayerischer General der Infanterie und Befehlshaber im Ersten Weltkrieg.

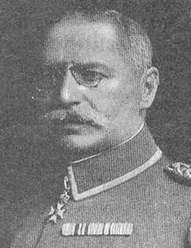
Karl von Fasbender

## Leben

### Familie
Er war der Sohn des gleichnamigen Fabrikbesitzers Karl Fasbender und dessen Ehefrau Elisabeth, geborene Lossen. Fasbender heiratete 1891 Lili Zellner, mit der er zwei Kinder hatte.

### Militärkarriere
Nach dem Besuch der Lateinschule in Hadamar legte Fasbender sein Abitur am Humanistischen Gymnasium in Würzburg ab. Er studierte dann ein Jahr Jura an der Universität Würzburg und trat am 1. Oktober 1872 als Einjährig-Freiwilliger in das 9. Infanterie-Regiment „Wrede“ der Bayerischen Armee in Würzburg ein. Am 1. Oktober 1873 wurde Fasbender als Berufssoldat übernommen, absolvierte 1875 die Kriegsschule und wurde am 12. November 1875 zum Sekondeleutnant befördert. Von 1878 bis 1881 war er Regimentsadjutant, anschließend absolvierte Fasbender bis 1884 die Kriegsakademie, die ihm die Qualifikation für den Generalstab, die Höhere Adjutantur und das Lehrfach aussprach. Als Premierleutnant war er vom 1. Januar 1886 bis 1. Februar 1888 Adjutant des Bezirkskommandos Kaiserslautern. Am 1. Dezember 1888 zum Generalstab kommandiert, wurde er am 1. September 1890 zur Eisenbahnabteilung des Großen Generalstabes in Berlin versetzt. Am 1. Oktober zum Hauptmann befördert, wurde Fasbender am 11. Juni 1891 zum Kompaniechef im 9. Infanterie-Regiment ernannt. Am 22. September 1893 trat er als à la suite des Generalstabes eine Stelle als Lehrer an der Kriegsakademie an, wo er am 13. April 1896 zum Major befördert wurde.
Am 27. September 1897 wurde er zum Bataillonskommandeur im 10. Infanterie-Regiments „König Ludwig“ in Ingolstadt ernannt. Am 13. Dezember 1898 übernahm das Kommando über das 1. Jäger-Bataillons „König“ in Straubing. Mit dem 7. März 1900 wurde er zum Oberstleutnant befördert. Er übergab zum 1. März 1901 das Kommando über das 1. Jäger-Bataillon an Jakob Pfluegl. Mit dem 12. Februar 1901 wurde er als à la suite des 1. Jäger-Bataillons zum Kommandeur der Militär-Schießschule Lechfeld ernannt, an der er das Gefechtsschießen in Theorie und Praxis modernisierte. Am 15. Oktober 1902 erfolgte die Beförderung zum Oberst. Am 23. Oktober 1903 war Fasbender Kommandeur des 3. Infanterie-Regiments „Prinz Karl von Bayern“ in Augsburg, sein Nachfolger, Hans Abt, übernahm das Kommando am 6. Februar 1905. Mit Beförderung zum Generalmajor wurde er am 9. April 1905 zum Kommandeur der 9. Infanterie-Brigade in Nürnberg ernannt. Vom 2. Januar bis 27. April 1906 nach Berlin abgestellt arbeitete er maßgeblich an der Reform des Exerzierreglements für die Infanterie mit. Am 30. Dezember 1907 wurde er zum Chef des Generalstabes der Armee und Inspekteur der Militärischen Bildungsanstalten ernannt. Nach Beförderung zum Generalleutnant (26. Juni 1908) wurde er am 18. November 1908 zum Kommandeur der 4. Division in Würzburg ernannt. Mit der Verleihung des Komturkreuzes des Verdienstordens der Bayerischen Krone wurde er in den persönlichen Adelstand erhoben und in der Adelsmatrikel bei der Ritterklasse eingetragen. Das Divisionskommando hatte Fasbender bis 23. März 1912 inne. Anschließend wurde er nach eigenem Entschluss mit dem Charakter als General der Infanterie verabschiedet.
Zu Beginn des Ersten Weltkrieges übernahm Fasbender als Kommandierender General am 10. August 1914 das I. Reserve-Korps bei der 6. Armee. Am 11. Oktober 1914 wurde er als General der Infanterie für die Kriegsdauer wieder angestellt. Als à la suite des 1. Jäger-Bataillons erhielt er die Berechtigung, die Uniform dieses Bataillons zu tragen. Anfang Oktober 1914 gelang ihm, bei Valenciennes und Cambrai (Arras) eine französische Reservedivision überraschend anzugreifen und zu zerschlagen. Allerdings kam auch er wegen neu herangeworfener französischer Kräfte über die Höhen von Vimy nicht hinaus. Am 5. Oktober 1914 wurde er mit dem Ritterkreuz des Militär-Max-Joseph-Ordens Nr. 35 (Zählnummer während des Ersten Weltkriegs) „wegen seiner hervorragenden, tatkräftigen, auch in schwierigen Lagen stets erfolgreichen Führertätigkeit, insbesondere wegen der in den ersten Oktobertagen 1914 durch die schweren siegreichen Kämpfe seines Korps um die Höhen von Vimy und Loretto errungenen, für die Gesamtlage hochbedeutsamen Erfolge“ ausgezeichnet.
Im Mai 1915 musste er sich vor Arras ständiger französischer Angriffe erwehren und schwere Verluste hinnehmen. Besonders am 5. Mai hatte er eine kritische Lage zu bereinigen, als die französische 10. Armee mit ihrem XXII. Armeekorps einen drei Kilometer tiefen Einbruch erzielen konnte. Im September 1915 ließ er die Franzosen trotz äußerst massivem Artillerieeinsatzes vergeblich gegen sein Korps anrennen, indem er die Aufmarschräume der französischen 10. Armee durch seine starke Artillerie schon frühzeitig unter Feuer nehmen ließ.
Am 3. Juni 1916 wurde ihm das Kommandeurkreuz des Militär-Max-Joseph-Ordens verliehen. In der Begründung wurde u. a. festgestellt: „... er hat durch seine Führertätigkeit in der Sommeschlacht 1916 insbesondere durch den selbständig gefassten, entscheidenden Entschluß des sofortigen Wiedereinsatzes seiner größtenteils abgelösten, schwer abgekämpften Truppen zur Rettung einer höchst kritischen Lage die Gesamtlage sehr günstig beeinflusst.“ Im August 1916 konnte er auch im weiteren Verlauf der Schlacht Einbrüche der Franzosen bei Maurepas verhindern.
Während der Schlacht von Arras im Frühjahr 1917 stand er mit seinem Korps vor den Höhen von Vimy, die er wegen eines Einbruchs der Engländer bei der benachbarten 14. Infanterie-Division nicht halten konnte. Er entschloss sich daher, die Verteidigung etwa fünf Kilometer nach hinten zu verlegen, um die englische Artillerie zur Verlegung in einen neuen Stellungsraum zu zwingen. Am 13. April 1917 bezog er die neue Stellung, ein weiterer Vorstoß der Engländer scheiterte. Auf Vorschlag seines Oberbefehlshabers, Generalfeldmarschall Kronprinz Rupprecht von Bayern, wurde er mit dem Großkreuz des Militär-Max-Joseph-Ordens „wegen eines von höchster Verantwortungsfreudigkeit und weitblickender Voraussicht zeugenden Antrags an die oberste Führung, dessen zielbewußter Durchführung die siegreiche Abwehr der gewaltigen englischen Angriffe am 23. und 28. April und 3. Mai 1917 durch die von ihm in hervorragend militärischem Geist erzogenen Truppen zu danken ist ...“ geehrt.
Während der Michael-Schlacht führte er am 28. März 1918 einen vergeblichen Angriff gegen Arras. Am 18. November 1918 wurde Fasbender als Oberbefehlshaber der 19. Armee aus dem Dienst entlassen.
Von 1. April bis 8. Juli 1919 und vom 9. April 1921 bis Oktober 1932 war er Großkanzler des Militär-Max-Joseph-Ordens.